# Jorma Korpela (författare)

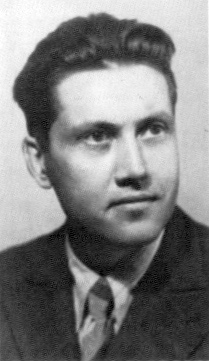
Jorma Korpela.

Jorma Rafael Korpela, född den 22 september 1910 i Toivakka, död den 16 april 1964 i Kuopio, var en finländsk lärare och finskspråkig författare.

## Biografi
Korpela var son till psalmdiktaren, dekanus Simo Korpela. Efter sin gymnasieexamen studerade han vid universiteten i Helsingfors och Tartu där han tog sin examen 1934. Under studietiden arbetade han också på Karelens Akademiska förening.
Sin yrkeskarriär bedrev Korpela åren 1938–57 som modersmålslärare i Kuopio. Under sin lärargärning inspirerade han många elever till att pröva en karriär som författare.